# Frank Ryan (républicain irlandais)
Pour les articles homonymes, voir Frank Ryan et Ryan.
Frank Ryan, né le 11 septembre 1902 à Elton dans le Comté de Limerick en Irlande et mort le 10 juin 1944 à Dresde en Allemagne, est un militant du républicanisme irlandais et du socialisme dans les années 1920-1930. Il a notamment combattu au sein de l'IRA anti-traité lors de la guerre civile irlandaise en 1922, puis au sein de la colonne Connolly des brigades internationales lors de la Guerre d'Espagne de 1936 à 1938.
Capturé par les nationalistes espagnols, il est livré en 1940 aux services de renseignement du Troisième Reich qui tenteront de l'utiliser pour établir une collaboration avec l'IRA contre les Britanniques pendant la Seconde Guerre mondiale.
Il a également participé à la création du mouvement marxiste irlandais Republican Congress et a participé à plusieurs journaux comme An Phoblacht et The Irish Democrat. En 1979, son corps est rapatrié au cimetière de Glasnevin.

## Premières armes : 1922-1926
Francis Richard Ryan, dit Frank, est né le 11 septembre 1902 dans un hameau de Elton, dans le comté de Limerick, en Irlande alors sous domination du Royaume-Uni. Ses parents Vere et Ann sont des enseignants catholiques, qui ont quatre autres garçons et quatre filles. Il étudie d’abord à St. Colman's College, à Fermoy dans le comté de Cork, où il s’intéresse particulièrement à la langue irlandaise, puis à University College Dublin.
C’est là qu’il s’engage en 1921 dans l’Armée républicaine irlandaise (IRA), juste avant la Trêve. Lorsqu’éclate la guerre civile irlandaise en 1922, il quitte l’université pour rejoindre la brigade de l’IRA anti-traité dans le East Limerick. Il y est blessé puis interné par l’armée du nouvel État libre d'Irlande.
Libéré en novembre 1923, il reprend ses études (gagnant notamment une médaille d’or de concours d’éloquence en irlandais en 1924 ou écrivant dans des revues culturelles gaéliques), mais aussi son engagement pour une République socialiste qui engloberait toute l’île, en animant le club républicain de l’université ou en participant à des manifestations.
Une fois diplômé en 1925, Ryan devient professeur d’irlandais à la Mountjoy School, une école protestante de Dublin dont il est licencié pour activités subversives, puis il travaille pour un éditeur touristique. Parallèlement, il écrit pour la revue de l’IRA An tÓglach (irlandais : Le Volontaire). En 1926, l’IRA le nomme adjudant de sa brigade dublinoise.

## Vers l’internationalisme : 1927-1933
En février 1927, il participe au congrès de la Ligue anti-impérialiste à Bruxelles, une organisation communiste des opposants du monde entier à la tutelle impériale britannique, dont il crée la branche irlandaise de retour à Dublin.
En 1929, il obtient le poste de rédacteur en chef du mensuel républicain An Phoblacht (irlandais : La République) et étend son lectorat. Il accède la même année à des responsabilités nationales au sein de l'IRA.
En mai 1930, à l'occasion d'une tournée de conférences pour des conventions irlandaises aux États-Unis, Ryan découvre les effets du chômage et de la Grande Dépression. Son socialisme se radicalise, et en 1931 il est arrêté pour avoir publié des articles séditieux, puis à nouveau pour outrage à la Cour. Il passe 3 mois à l'isolement à la prison de Arbour Hill, refusant de porter l'uniforme des détenus de droit commun, et de s'alimenter pendant 12 jours.

## Republican Congress : 1933-1936
Dans les années 1930, la situation politique en Irlande génère de fortes tensions à l’intérieur de l’IRA, et entre l’IRA et d’autres organisations socialistes. Frank Ryan est favorable à la politique de confrontation physique avec les Chemises bleues fascistes, mais il pense également que l’IRA devrait s’engager plus activement dans les mouvements sociaux, pour lesquels il édite des journaux militants. Il propose une motion en ce sens à la convention de l’IRA en 1933 avec Peadar O'Donnell et George Gilmore, qui est rejetée d’une courte majorité. Ils décident alors de passer outre et créent quand même un parti révolutionnaire marxiste et républicain, le Republican Congress, dont Ryan dirige l’organe de presse éponyme. L’appareil de l’IRA réagit en les suspendant, ainsi que tous ceux qui les ont suivis.
En 1936, les dépenses électorales grèvent les finances du Republican Congress qui ne récolte que peu de voix.

## Guerre d'Espagne : 1936-1938
Quand la Guerre d'Espagne éclate, Peadar O'Donnell puis George Gilmore se rendent sur place en observateurs, et en reviennent enthousiasmés par le combat des Républicains espagnols. Le Republican Congress organise alors des meetings de soutien, et se heurte à l’hostilité non seulement des Chemises bleues d’Eoin O'Duffy, qui combattaient aux côtés des franquistes dans la légion Saint-Patrick, mais aussi du très influent Irish Independent et de l’Église catholique. Ryan dénonça en particulier le Cardinal MacRory qui finançait Franco sur les fonds ecclésiastiques. Il lui écrit notamment : « en tant que catholique, je suis les consignes religieuses de Rome, mais en tant que républicain irlandais je ne suis les consignes politiques ni de Moscou ni de Maynooth»
.
À la fin de l’année 1936, Frank Ryan s’enrôle dans les Brigades internationales avec 80 partisans, qui seront appelés ultérieurement la colonne Connolly. Il déclare alors : « Le contingent républicain, outre son rôle de force de combat efficace du fait que ses membres ont connu le combat, est également une démonstration de sympathie de l'Irlande révolutionnaire avec les Espagnols dans leur combat contre le fascisme international. C'est également une réponse à l'intervention du fascisme irlandais dans la guerre contre la République espagnole, qui est un déshonneur pour nous. Nous voulons montrer qu'il y a un lien étroit entre les démocraties de l'Irlande et de l'Espagne. Notre combat est le combat des Espagnols, car il est celui de toutes les personnes qui sont victimes de tyrannie » .
D’abord affectés au Bataillon Britannique de la XVe Brigade Internationale, Ryan et ses hommes se heurtent à d’autres brigadistes issus des rangs loyalistes. Ils demandent alors leur transfert dans un  bataillon américain. Frank Ryan lui-même participe aussi bien à des activités de propagande qu’aux combats, notamment à la  bataille du Jarama en février 1937 où il prend la tête du bataillon britannique décimé.
Gravement blessé en mars 1937, celui-ci rentre en Irlande. Il lance un nouveau journal pendant quelques mois, The Irish Democrat, puis retourne en Espagne où il est capturé en mars 1938 par un bataillon de fascistes italiens.

## Prison et déportation : 1938-1940
Condamné à mort, il attend l’exécution de la sentence dans la prison de Burgos. Durant sa captivité, il réprouve la campagne d’attentats menée par l’IRA en Angleterre appelée S-Plan et reçoit la visite de l’ambassadeur d'Irlande Leopold H. Kerney (en), qui confie sa défense à l’avocat Jaime Michel de Champourcin.
Frank Ryan n’est pas libéré, mais l’intervention du gouvernement d’Éamon de Valera, qui maintient la neutralité officielle de l’Irlande pendant la Seconde Guerre mondiale – comme Franco le fera avec l’Espagne –, et les relations de de Champourcin avec Wilhelm Canaris permettent  néanmoins de repousser l’exécution, puis de commuer la peine en 30 ans de travaux forcés en janvier 1940, et enfin d’obtenir qu’il soit remis à l’Abwehr, les services de renseignement du Troisième Reich.
Le transfert a lieu le 15 juillet 1940 à Irun-Hendaye, couvert par un communiqué officiel selon lequel Ryan se serait échappé. L’Abwehr le conduit ensuite à Berlin via Paris, et le 4 août 1940, il y retrouve le chef de l’IRA Seán Russell.

## Allemagne : 1940-1944

### Opération Taube
Après avoir impulsé la campagne d’attentats de l’IRA en Angleterre de 1939 à 1940 (S-Plan), Seán Russell s’était exilé aux États-Unis, d’où il avait rejoint l’Allemagne via l’Italie le 5 mai 1940. Il travaillait depuis avec le colonel SS Edmund Veesenmayer dans le cadre général de l’opération Arthur, qui visait à ce que l’IRA aide d’éventuelles actions allemandes sur l’île d’Irlande.
Le transfert clandestin de Russel vers l’Irlande étant prévu pour le 8 août par U-Boot (opération Taube (en)), Ryan fut inclus dans l’opération au dernier moment.
Pendant le voyage, Russel se plaint de douleurs au ventre et meurt d’un ulcère quelques heures plus tard. N’ayant pas été associé aux préparatifs, Ryan demande de nouvelles instructions à l’Abwehr, qui annule l’opération et fait revenir Ryan à Berlin via Bordeaux.

### Vie à Berlin
Après la mort de Russell, Frank Ryan est considéré comme le représentant de l’IRA à Berlin. Il y vit jusqu’en 1943, dans un appartement partagé avec d’autres agents de l’Abwehr : Hans Ritter, Helmut Clissmann et sa femme Elizabeth "Budge" Mulcahy, une Irlandaise. Ryan et Clissman s’étaient rencontrés à Dublin dans les années 1930, quand ce dernier y était en échange universitaire et militait dans une organisation étudiante socialiste. Fin 1940, une campagne républicaine exige de savoir ce que Frank Ryan est devenu. Clissman répond via Kerney (en) et de Valera refuse d’intervenir auprès de l’Allemagne nazie pour le faire rapatrier, afin de ne pas compromettre la neutralité officielle de l’Eire.

### Préparations d’opérations conjointes IRA-Allemagne
En mai 1941, Ryan collabore à l’organisation de l’opération Seeadler (en), qui prévoit de le faire atterrir avec Clissman en Irlande, pourvus de fonds et de matériel de transmission pour que l’IRA reprenne ses attentats en territoire britannique et renseigne la Luftwaffe sur les installations stratégiques d’Irlande du Nord. Le projet est soumis à Hitler le 6 septembre 1941, mais celui-ci le repousse de plusieurs mois, sans doute parce que l’opération n’aurait eu de réel impact qu’en complément de l’opération Seelöwe, l’invasion du territoire britannique elle-même repoussée indéfiniment par la résistance inattendue de la RAF pendant la bataille d'Angleterre.
Mi-1942, l’arrivée de troupes américaines en Irlande du Nord laisse craindre à Hitler une invasion de l’Irlande neutre par les États-Unis. Ryan collabore alors à un nouveau projet : l’opération Fischadler (en), qui inclut cette fois le débarquement d’une division SS en Irlande avec l’appui de l’IRA. Le risque d’invasion américaine se dissipant, ce projet est abandonné à son tour.

### Propagande allemande et décès

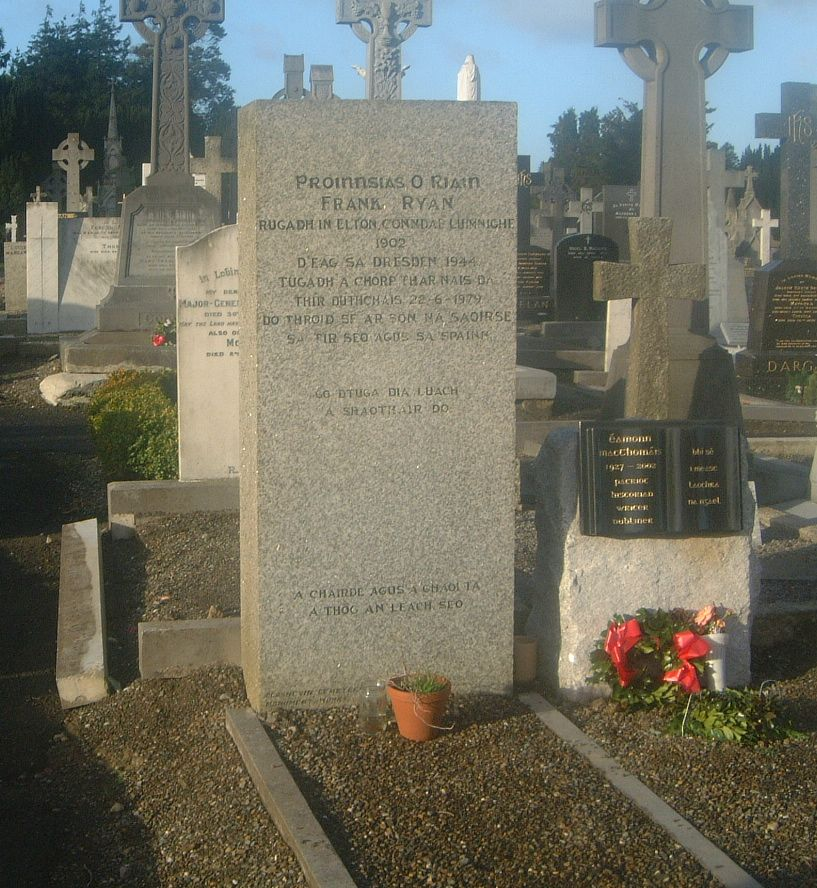
Tombe de Ryan au cimetière de Glasnevin

Pendant son séjour à Berlin, Frank Ryan se lie d’amitié avec Francis Stuart, une autre connaissance républicaine de Dublin, tout en refusant d’animer avec lui les émissions de radio allemandes destinées aux Irlandais, et en lui conseillant de refuser toute propagande antisémite ou anti-soviétique.
Stuart emmène Ryan lors de ses sorties, et à au moins deux reprises, ils visitent des camps de prisonniers de guerre irlandais. Le chef de l’IRA Stephen Hayes (en) a affirmé qu’ils y menaient des activités de propagande. Ryan écrivit pour sa part qu’il n’avait effectué ces visites que par sympathie pour les détenus, et qu’il n’avait été question que d’une « garde irlandaise », qui n’a en tous cas jamais vu le jour.
Enfin, en 1943, on lui soumet un projet d’émission de propagande depuis l’Irlande à destination des États-Unis, qui n’aboutit pas non plus.
La santé de Ryan est fragile depuis la Guerre d’Espagne et les prisons franquistes. Il est en particulier de plus en plus sourd, ce qui l’empêche d’entendre les sirènes lors des bombardements alliés. Il survit à une crise cardiaque en janvier 1944, mais meurt en juin dans un hôpital de Dresde, de pleurésie ou de pneumonie d’après Elizabeth Clissman et Francis Stuart, qui assistent à son enterrement.

### Controverses et réhabilitation
Le parcours de Frank Ryan des prisons franquistes aux bureaux nazis a suscité de nombreuses interrogations sur la nature de ses relations avec les Allemands.
Dans sa correspondance avec Kerney (en), il affirme sans relâche son désir de retrouver le sol irlandais, et se dit traité en invité dont la neutralité est respectée par l’Allemagne. Il écrit notamment :
« Il pourrait se trouver (j’ai toujours été pessimiste) qu’on me demande de faire des choses qui ne me plaisent pas. C’est, pour le dire sobrement, hautement improbable. Mais si l’improbable devait arriver… Je ne me salirai pas les mains. Et quand j’irai dans la tombe, qu’elle soit en granite, comme mon crâne borné. Ce n’est pas pour rien qu’on m’appelait « la Bourrique » à l’école !»
Francis Stuart et les époux Clissmann (eux-mêmes plus proches de l'idéologie nazie) affirmaient aussi qu’il était resté « toute sa vie un républicain irlandais et un socialiste à la Connolly ».
L’Abwehr, dont il dépendait, justifiait sa présence dans les différentes opérations en mettant en avant son parcours de combattant anti-britannique et ses liens avec de Valera, mais passait sous silence son engagement communiste. Pour qu’il échappe à la Gestapo qui traquait les anciens brigadistes, l’Abwehr fournit à Ryan l’identité de "Frank Richard" et le nom de code Richard II (Seán Russell était Richard I). La disgrâce de Wilhelm Canaris en 1944 et la soumission subséquente de l’Abwehr à la Gestapo auraient pu s’avérer dangereuses pour Ryan s’il n’était décédé quelques semaines après.
Face à ces zones d’ombre, le mouvement républicain l’a d’abord occulté dans les commémorations de l’immédiate Après-Guerre. Puis dans les années 1970, la mémoire de la Guerre d’Espagne passant d’une guerre du communisme contre le catholicisme (composant important de l’identité irlandaise) à un combat des progressistes et des démocrates contre le fascisme, c’est surtout son rôle dans les Brigades internationales qui a été mis en avant. Le 21 juin 1979, son cercueil est transféré au cimetière de Glasnevin par ses anciens camarades républicains, socialistes et brigadistes, parmi lesquels Frank Edwards, Peter O'Connor, Michael O'Riordan, Terry Flanagan, la famille de Francis Stuart, les époux Clissman, Con Lehane, Peadar O'Donnell et George Gilmore. En 1980, l’importante biographie de Frank Ryan par l’ancien chef de l’IRA Seán Cronin (en) l’absout de l’accusation de collaboration et en fait plutôt une victime des circonstances.
Les historiens continuent encore aujourd’hui d’interpréter de façons diverses ce que l’on sait de sa conduite, allant du collaborationisme à la résistance passive sous contrainte en passant par le soutien inconditionnel à la neutralité irlandaise.

## Mentions dans la culture populaire
Depuis sa réhabilitation républicaine à la fin des années 1970 Frank Ryan est apparu dans les paroles de plusieurs titres de musiciens irlandais, en relation avec son engagement dans la colonne Connolly : Christy Moore mentionne dans « Viva la Quince Brigada » (1984) son rôle de commandant ; The Pogues chantent dans « The Sick Bed of Cúchulainn » (1985) « Frank Ryan t’a payé un whiskey dans un bordel de Madrid, et t’as cassé la gueule d’une putain de chemise noire qui insultait les Youpins » ; et le groupe Cruachan le mentionne dans « The Column » (2011).

En littérature, le personnage de Liam Devlin, héros de la première série de romans de Jack Higgins, semble s’inspirer de Frank Ryan. Comme lui, c’est un membre de l’IRA  qui s’est battu du côté des Républicains en Espagne, a été capturé, puis est passé aux Allemands – mais dans les romans il est enrôlé dans un commando fictif dont le but est de capturer Churchill.

Sur les écrans, la fiction documentaire « The Enigma of Frank Ryan », réalisée en 2012 par Desmond Bell et co-écrite avec des historiens, lui est entièrement consacrée.